# 7 Gwardyjski Korpus Zmechanizowany
7 Gwardyjski Korpus Zmechanizowany (ros. 7-й гвардейский механизированный корпус) – związek operacyjno-taktyczny Armii Czerwonej z okresu II wojny światowej.
7 Gwardyjski Korpus Zmechanizowany (7 GKZmech.) utworzony został rozkazem z 23 lipca 1943 przez przemianowanie 2 Korpusu Zmechanizowanego. Jego jedynym dowódcą gen. por. Iwan Korczagin, szlak bojowy w walce przeciw wojskom III Rzeszy i jej satelitom prowadził z rejonu Orła m.in. przez Kijów, Koprzywnica, Staszów, Częstochowę Bautzen i Hoyerswerdę, a zakończył się w rejonie czeskiej Pragi. 
7 GKZmech. przełamał m.in. linię niemieckiej obrony opartą o rzekę Odrę w rejonie Koźla i Raciborza.

## Dowództwo korpusu
Dowódcy:
- gen. por. Iwan Korczagin (26.06.1943 - 07.09.1945)[3].

Szefowie sztabu:
- płk Władimir Piotrowski (26.07.1943 - 00.09.1943,
- płk Michaił Szapowałow (00.09.1943 - 00.03.1944),
- gen. mjr Dawid Barinow (14.01.1944 - 07.09.1945)[3].

## Struktura organizacyjna
Skład w styczniu 1945:
- 24 Gwardyjska Brygada Zmechanizowana,
- 24 Gwardyjska Brygada Zmechanizowana,
- 26 Gwardyjska Brygada Zmechanizowana
- 57 Gwardyjska Brygada Pancerna.

Skład 16 kwietnia 1945:
- 24 Gwardyjska Brygada Zmechanizowana,
- 24 Gwardyjska Brygada Zmechanizowana,
- 26 Gwardyjska Brygada Zmechanizowana
- 57 Gwardyjska Brygada Pancerna oraz 291 i 355 gwardyjski pułk artylerii samobierznej, 1820 pułk artylerii samobieżnej, 5 gwardyjski batalion motocyklowy, 213 Dywizja Strzelecka, 8 brygada artykerii samobieżnej, 124 pułk macserny i 1198 pułk artylerii samobieżnaj.